# United States Army Europe
Lo United States Army Europe è un comando regionale dell'Esercito degli Stati Uniti responsabile di tutte le sue unità schierate in Europa. Il suo quartier generale è situato presso la Lucius D. Clay Kaserne, Wiesbaden, Germania

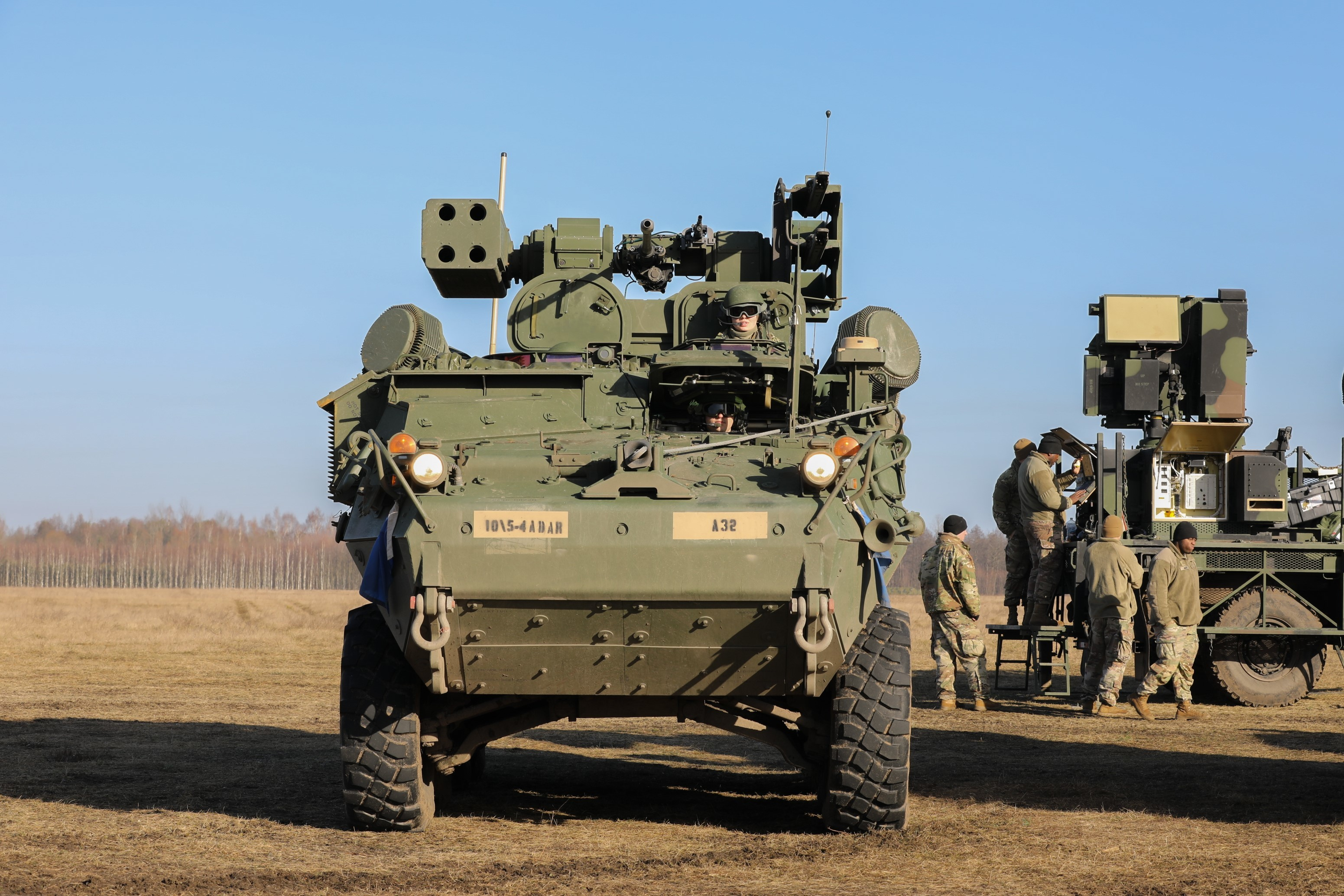
Stryker M-SHORAD del 5/4 ADA

## Organizzazione
Al gennaio 2019 il comando controlla le seguenti unità:
- Headquarters & Headquarters Battalion, U.S. Army Europe
- V Corps
- 7th Army Training Command
  -  2nd Multi-Domain Task Force - Wiesbaden, Germania
  -  2nd Cavalry Regiment Stryker Brigade
  -  12th Combat Aviation Brigade, Ansbach, Germania
    -  1st Attack Reconnaissance Battalion, 3rd Aviation Regiment
      - Headquarters & Headquarters Company
      -  Company A (Attack/Recon) - Equipaggiata con 8 AH-64E
      -  Company B (Attack/Recon) - Equipaggiata con 8 AH-64E
      -  Company C (Attack/Recon) - Equipaggiata con 8 AH-64E
      -  Company D (AVUM)
      -  Company E (Forward Support)

    -  1st General Support Battalion, 214th Aviation Regiment, Wiesbaden, Germania
      - Headquarters & Headquarters Company
      -  Company A (Command) - Equipaggiata con 8 UH-80M
      -  Company B (Heavy Lift) - Equipaggiata con 12 CH-47H
      -  Company C (MEDEVAC) - Equipaggiata con 15 HH-60M
      -  Company D (AVUM)
      -  Company E (Forward Support)

    -  52nd Aviation Regiment, Wiesbaden
      -  Company D - Equipaggiato con C-12U
      -  Company E - Equipaggiato con C-12U e UC-35
      -  Company G - Equipaggiato con C-12U

    - SHAPE Flight Detachment, Chièvres, Belgio - Equipaggiato con UH-60M

  -  173rd Airborne Brigade Combat Team, Caserma Ederle, Vicenza
  - Combined Arms Training Center
  - Grafenwöhr Training Area
  - International Special Training Center
  - Joint Multinational Readiness Center
  - Joint Multinational Simulation Center
  - Noncommissioned Officers Academy
  - Training Support Activity Europe
  -  41st Field Artillery Brigade "Railgunners"
    -  Headquarters and Headquarters Battery - Grafenwöhr, Germania
    -  589th Brigade Support Battalion
    -  232nd Signal Company
    -  1st Battalion, 6th Field Artillery Regiment (MLRS)
    -  1st Battalion, 77th Field Artillery Regiment (MLRS)
- 10th Army Air and Missile Defense Command
  -  Headquarters and Headquarters Battery
  - 52nd Air Defense Artillery Brigade, Sembach, Germania
    -  5th Battalion, 7th Air Defense Artillery Regiment, Baumholder, Germania - MIM-104 Patriot
    -  5th Battalion, 4th Air Defense Artillery Regiment, Ansbach, Germania
      -  Headquarters & Headquarters Battery
      -  Battery A - 8 Stryker M-SHORAD
      -  Battery B - 8 Stryker M-SHORAD
      -  Battery C - 8 Stryker M-SHORAD
      -  Battery D - 8 Stryker M-SHORAD
      -  Battery E - 8 Stryker M-SHORAD

    - 1st Battalion, 57th Air Defense Artillery Regiment, Ansbach, Germania
      -  Headquarters & Headquarters Battery
      -  Battery A - AN/TWQ-1 Avenger
      -  Battery B - AN/TWQ-1 Avenger
      -  Battery C - AN/TWQ-1 Avenger, Vicenza, Italia

    - 11th Missile Defense Battery, Turchia
    - 13th Missile Defense Battery, Israele
- 19th Battlefield Coordination Detachment
- 21st Theater Sustainment Command
  - Special Troops Battalion
  - 1st Human Resources Sustainment Center
  -  7th Mission Support Command - Kaiserslautern, Germania
  -  16th Sustainment Brigade - Baumholder, Germania
    - Special Troops Battalion
    -  39th Transportation Battalion
      - Headquarters & Headquarters Company
      -  15th Movement Control Company, Hanau, Germania
      -  30th Movement Control Company, Bamberga, Germania

    - 18th Combat Sustainment Support Battalion

  -  18th Military Police Brigade
  - 30th Medical Brigade
  -  266th Financial Management Support Center
  -  405th Army Field Support Brigade
  -  409th Contracting Support Brigade
  - Theater Logistics Support Center – Europe
  - M.K. Air Base Passenger Transit Center
- U.S. Army Europe Band and Chorus
- U.S. Army NATO Brigade